# 夜と霧の隅で
夜と霧の隅で（よるときりのすみで）は、北杜夫が1960年に『新潮』に発表した中編小説であり、第43回芥川賞を受賞している作品である。